# Curcuma wallichii
Curcuma wallichii ist eine erst 2012 beschriebene Art der Gattung Curcuma in der Familie Ingwergewächse (Zingiberaceae). Die Art ist nahe mit Kurkuma und Mangoingwer verwandt, sie ist bislang nur als Endemit des Lawachari Forest in der Upazila Srimangal, Distrikt Moulvibazar, Division Sylhet in Bangladesch bekannt.

## Beschreibung
Curcuma wallichii ist eine ausdauernde und krautige Pflanze, die einen Meter hoch wird. Die Rhizome sind groß, horizontal verzweigt und im Inneren hellgelb. Die sechs bis sieben wechselständig und zweireihig angeordneten Laubblätter sind in Blattscheide, Blattstiel und Blattspreite dreigeteilt. Die Blattscheiden sind grün und bilden einen Pseudostamm. Auf die 8 bis 14 Zentimeter langen Blattstiele folgen die einfachen Blattspreiten. Sie sind breit elliptisch und spitz auslaufend mit einer Länge von 66 bis 70 und einer Breite von 21 bis 24 Zentimeter. Sie haben eine glatte Oberfläche und sind durchgehend grün.
Am Ende des Pseudostamms befindet sich ein zylindrischer und ähriger Blütenstand mit 18 bis 20 Zentimeter Länge und acht Zentimeter Durchmesser. Die bis zu 24 Tragblätter sind etwa 3,0 Zentimeter lang und 1,8 Zentimeter breit, eiförmig, an Basis und Spitze leicht behaart und von hellgrüner Farbe mit rosafarbenen Spitzen. Über jedem Tragblatt befinden sich vier bis sechs Blüten. Die bis zu elf behaarten Hochblätter sind hell purpur- oder rosafarben mit weißer Basis, elliptisch bis eiförmig mit etwa 8,5 Zentimeter Länge.
Die Blüten sind zwittrig, zygomorph und dreizählig mit doppelter Blütenhülle. Die Kelchblätter sind weiß und etwa einen Zentimeter lang, mit Behaarung entlang der Nerven. Die drei hellgelben Kronblätter formen eine 3,2 Zentimeter lange Kronröhre. Die drei cremeweißen Kronlappen sind dreieckig mit etwa 16 Millimeter Länge und 12 Millimeter Breite und abgerundeten Enden, der mittlere ist größer und hat ein spitzes Ende. Das Labellum ist spatenförmig mit einem schnabelförmigen Ende, 15 Millimeter lang und 16,5 Millimeter breit, gelb mit einem dottergelben Band in der Mitte. Die hellgelben Staubblätter haben breite und flache Staubfäden von 3,5 mal 3,8 Millimeter und 4 Millimeter lange Staubbeutel mit etwa 3 Millimeter langen basalen Spornen. Der unterständige, dreikammerige Fruchtknoten ist weiß und nur oben behaart, mit einer Größe von 4,5 mal 3,5 Millimeter. Die Blütezeit ist im Juli.
Curcuma wallichii gehört in die gleiche Sektion Masantha wie ihre nahen Verwandten Kurkuma (Curcuma longa) und Mangoingwer (Curcuma amada). Von beiden Arten unterscheidet sie sich durch eine Reihe morphologischer Details: die durchgehend grünen Blattscheiden, die glatten einfarbig grünen Blattspreiten, die hellgrünen Tragblätter mit rosa Spitzen, die gelben langen Staubblätter und die vollständig behaarten Fruchtknoten.

## Verbreitung
Der Typenfundort von Curcuma wallichii liegt im Lawachari Forest (24° 19′ 41,3″ N, 91° 46′ 38,6″ O) in der Upazila Srimangal, Distrikt Moulvibazar, Division Sylhet. Dort wurde die Art im Halbschatten des immergrünen Regenwalds gefunden. Am Typenfundort wurde nur eine kleine Population nachgewiesen.

## Gefährdung und Schutz
Im Rahmen der Erstbeschreibung nahmen die Autoren auch eine Gefährdungseinschätzung auf der Basis der von der IUCN 1994 veröffentlichten und mittlerweile veralteten Kriterien vor. Curcuma wallichii ist bislang nur in geringer Zahl am Typenfundort entdeckt worden. Das kleine Verbreitungsgebiet und die geringe Zahl der Individuen würde nach Ansicht der Autoren eine Einstufung in die aktuelle Kategorie ungefährdet (LC - Least Concern) oder in die Vorwarnliste (NT - Near Threatened) rechtfertigen. Da die Habitatzerstörung die größte Bedrohung der Art darstellt ist der Schutz der Fundorte die wichtigste Maßnahme zu ihrem Erhalt. Darüber hinaus wird die Art im botanischen Garten der University of Chittagong gehalten und vermehrt.

## Systematik
Curcuma wallichii steht mit Kurkuma, Mangoingwer und einer Reihe weiterer Arten in der Sektion Masantha der Gattung Curcuma. Die Gattung Curcuma ist mit mehr als 120 Arten in den süd- und südostasiatischen Tropen verbreitet, einige Arten werden kultiviert. Die Gattung gehört zur Unterfamilie Zingiberoideae in der  Familie Ingwergewächse (Zingiberaceae).

### Erstbeschreibung
Die Erstbeschreibung erfolgte 2012 durch die bangladeschischen Botaniker Mohammad Atiqur Rahman von der botanischen Fakultät der University of Chittagong und Mohammed Yusuf vom Bangladesh Council of Scientific and Industrial Research in Chittagong. Rahman und Yusuf hatten 1993 für die Flora of Bangladesh eine Reihe von Feldstudien zur vollständigen Erfassung der Ingwergewächse von Bangladesch durchgeführt. Dabei fanden sie drei noch nicht beschriebene Arten, Curcuma wallichii aus dem Distrikt Moulvibazar, Division Sylhet, Curcuma roxburghii aus dem Distrikt Rangamati, Division Chittagong und Curcuma wilcockii aus dem Distrikt Tangail, Division Dhaka, deren Rhizome sie im botanischen Garten der University of Chittagong anpflanzten. Der Holotyp ist ein im Juli 1993 von den Autoren der Erstbeschreibung am Typenfundort gesammeltes Exemplar. Er befindet sich in der Sammlung des Bangladesh Council of Scientific and Industrial Research in Chittagong. Mit dem Artnamen wallichii wird der dänische Botaniker Nathaniel Wallich geehrt, Leiter des Indian Museum in Kolkata, Assistent von William Roxburgh und einer der bedeutendsten Sammler und Erforscher der britisch-indischen Flora.